# 入江洋佑
入江 洋佑（いりえ ようすけ、1934年10月1日 - 2019年8月5日）は、日本の俳優。東京市本郷（現在の東京都文京区本郷）出身。

## 来歴・人物
都立小石川高校卒業。俳優座養成所第3期生。養成所卒業後の1954年、劇団三期会（後の東京演劇アンサンブル）設立に参加し、劇団の主要メンバーとして活躍する。
この間の1952年、東映映画『泣き虫記者』で映画デビュー。大映映画『秘密』（1952年）『続十代の性典』（1953年）などに出演し大映と契約。『赤線地帯」（1956年、溝口健二監督）や『地上』（1957年、吉村公三郎監督）、『浮草』（1959年、小津安二郎監督）などに出演して印象深い演技を残す。
1960年代からは舞台を中心に活動、またテレビにも創成期から出演していた。
2006年以降は志賀澤子と共同で劇団アンサンブルの代表を務めていた。
2019年8月5日、胃癌のため都内の病院にて死去。9月14日に劇団アンサンブルにより送る会が行われた。

## 出演作品

### 映画
- 続十代の性典（1953年、大映東京）
- 続々十代の性典（1953年、大映東京）
- 十代の誘惑（1953年、大映東京）
- 十代の秘密（1954年、大映東京）
- 春琴物語（1954年、大映東京）
- 真白き富士の嶺（1954年、大映東京）
- 薔薇いくたびか（1955年、大映東京）
- 赤線地帯　（1956年、大映東京）
- 女中さん日記　（1956年、大映東京）
- 処刑の部屋　（1956年、大映東京）
- あさ潮ゆう潮（1956年、大映東京）
- スタジオは大騒ぎ（1956年、大映東京）
- 惚れるな弥ン八　（1956年、大映東京）
- あこがれの練習船 （1956年、大映東京）
- 高校生と殺人犯（1956年、大映東京）
- いとはん物語（1957年、大映東京）
- 満員電車（1957年、大映東京）
- 永すぎた春（1957年、大映東京）
- 湖水物語（1957年、大映東京）
- くちづけ（1957年、大映東京）
- 地上（1957年、大映東京）
- 十七才の断崖（1957年、大映東京）
- 母　（1958年、大映東京）
- 俺たちは狂ってない（1958年、大映東京）
- 別れたっていいじゃないか（1958年、大映東京）
- 白鷺（1958年、大映東京）
- 母のおもかげ（1959年、大映東京）
- 薔薇の木にバラの花咲く　（1959年、大映東京）
- 夜の闘魚（1959年、大映東京）
- 浮草（1959年、大映東京）
- 女は抵抗する（1960年、大映東京）
- 歌行燈（1960年、大映東京）
- うるさい妹たち（1960年、大映東京）
- 性犯罪法入門（1969年、大映京都）
- 甘い秘密（1971年、近代映画協会）
- 鬼の詩（1975年、鐡プロ＝ATG）

### テレビドラマ
- 拳銃と讃美歌（1954年、NHK）
- 夫婦百景（1959年、日本テレビ）
- 地方記者（1962年、日本テレビ）
- JNR公安36号（1962年、NET）
- ダイヤル110番（1962年、日本テレビ）
- 続 地方記者（1962年、日本テレビ）
- 図々しい奴（1963年、TBS）
- 三匹の侍（1963年、フジテレビ）
- チャコちゃん（1966年、TBS）
- ある勇気の記録（1966年、NET）
- 挑戦者 続・ある勇気の記録（1967年、NET）
- 霧の旗（1967年、NET）
- 特別機動捜査隊（1967年、NET）
- 東京バイパス指令（1968年、日本テレビ）
- 非情のライセンス（1973年、NET）
- 八甲田山（1976年、日本テレビ）
- 俺はあばれはっちゃく（1979年、テレビ朝日）
- ザ・スーパーガール（1979年、東京12ch）
- ミラクルガール（1980年、東京12ch）
- シャツの店（1986年、NHK）
- 夢に見た日々（1989年、テレビ朝日）第3話 永岡弁護士

### 舞台
- 人間蒸発（1964年） - 死人B[5]
- 母（1964年） - 教師ニコライ·ウエツソウチコフ([5][注 1]
- 男は男だ（1964年） - ボーリー・ベーカー[6][注 2]